# 斯特鲁马河
斯特鲁马河，在希腊境内称为斯特里蒙河（希臘語：Στρυμόνας），发源于保加利亚维托沙山南坡，向南流经希腊，最终注入爱琴海北部斯特里蒙湾，全长415公里。
位於南設得蘭群島的斯特魯馬冰川亦以該河命名。

## 河岸景觀

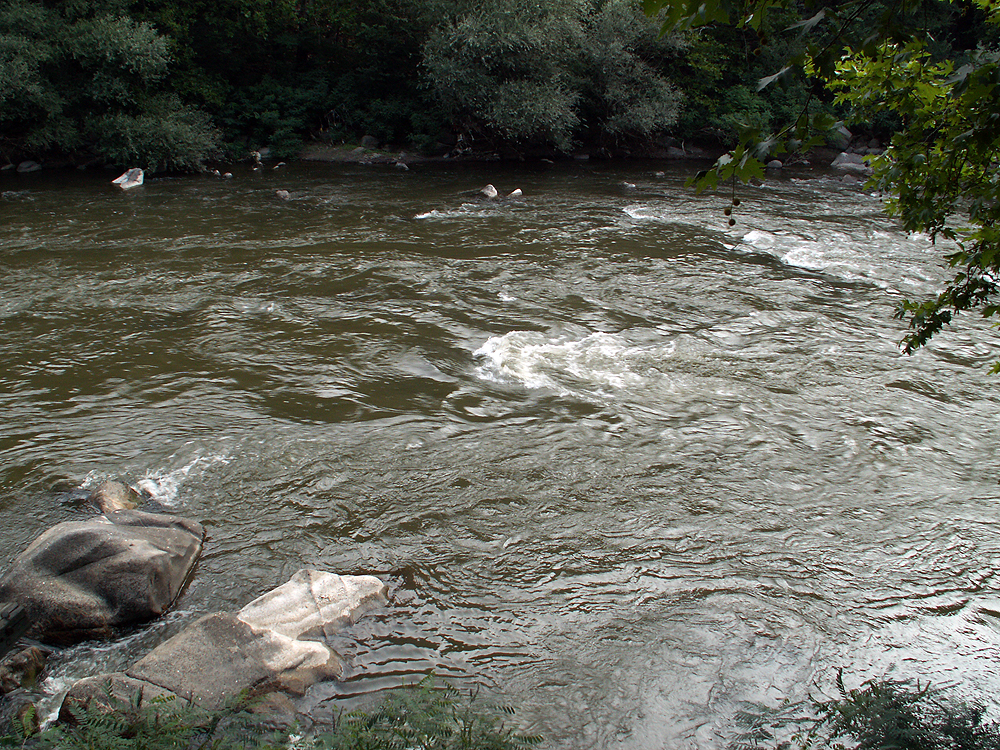
斯特鲁马河
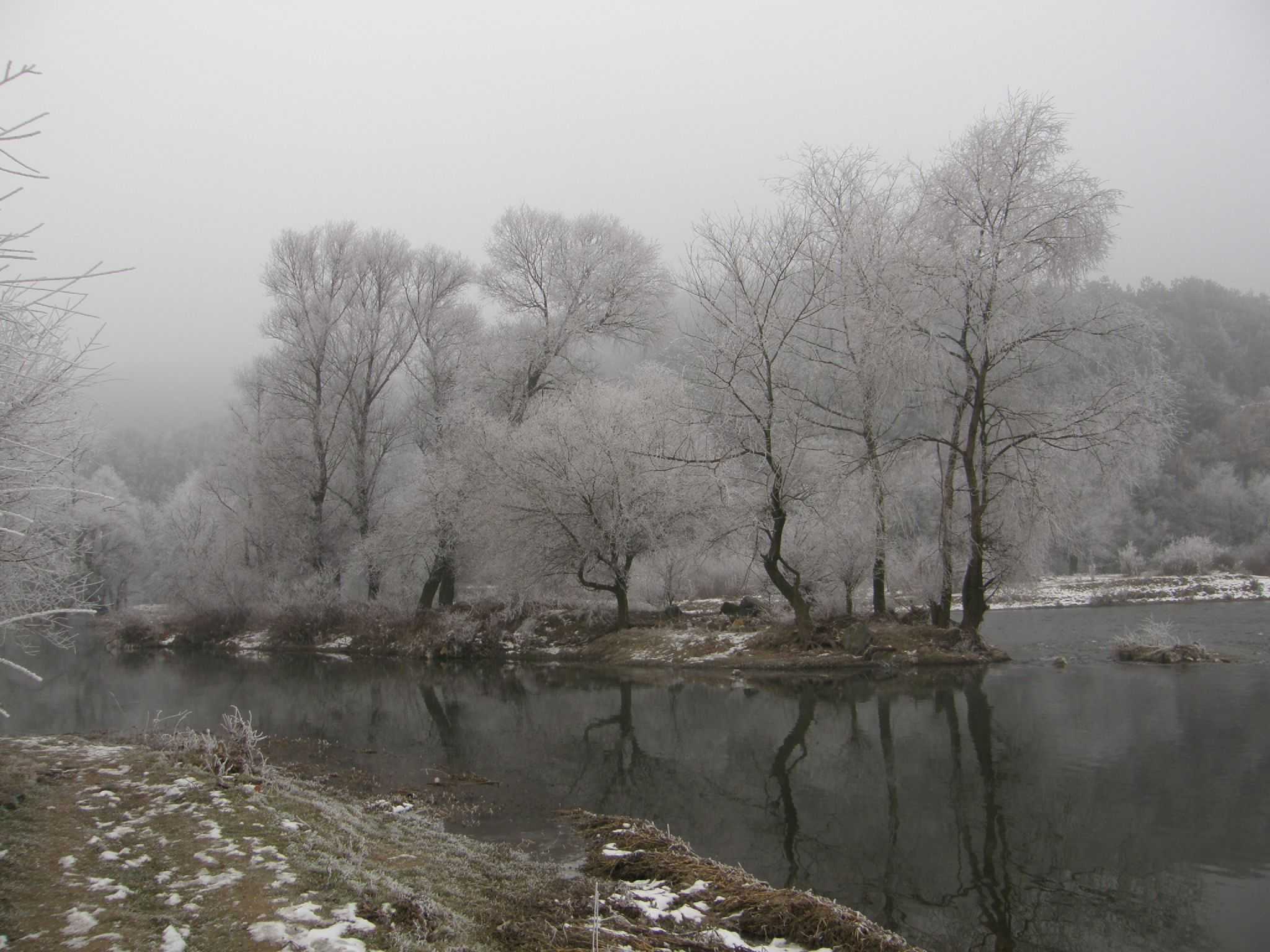
靠近布拉戈耶夫格勒的一段斯特鲁马河
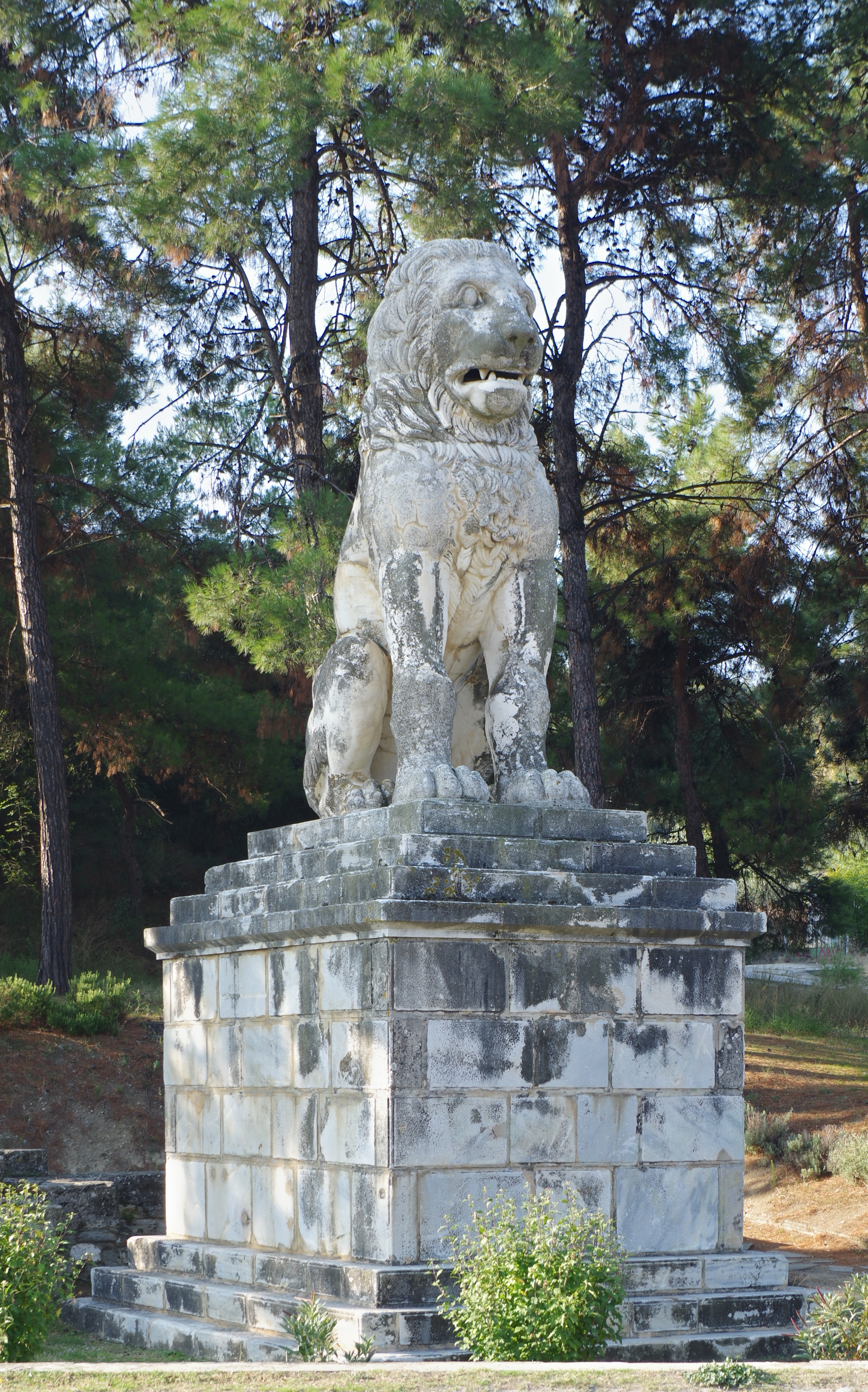
位於希臘斯特里蒙河西岸的獅子像